# Tečna kružnice

Tečna kružnice

Tečna kružnice je přímka, jež má s danou kružnicí právě jeden společný bod dotyku.

## Narýsování tečny procházející bodem podleThaletovy věty

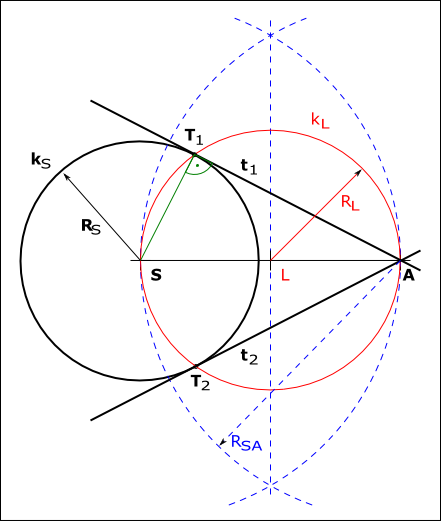
Konstrukce tečny ke ružnici k_{S} procházející daným bodem A.

Nechť je dána kružnice {\displaystyle k_{S}} se středem {\displaystyle S} a poloměrem {\displaystyle R_{S}} a bod {\displaystyle A} vně této kružnice. Ukážeme konstrukci tečny ke kružnici, která prochází bodem {\displaystyle A}.
1. Body {\displaystyle S} a {\displaystyle A} spojme přímkou.
2. Zkonstruujme střed úsečky {\displaystyle SA}, který označíme {\displaystyle L}.
3. Narýsujme kružnici {\displaystyle k_{L}} se středem v bodě {\displaystyle L} o poloměru {\displaystyle R_{L}}, kde poloměr {\displaystyle R_{L}} je roven velikosti úsečky {\displaystyle LA} (a také {\displaystyle LS}).
4. V průniku kružnic {\displaystyle k_{S}} a {\displaystyle k_{L}} jsou body {\displaystyle T_{1}} a {\displaystyle T_{2}}
5. Body {\displaystyle T_{1}} a {\displaystyle A} veďme přímku, která je tečnou {\displaystyle t_{1}} ke kružnici {\displaystyle k_{S}} v bodě {\displaystyle T_{1}}
6. Analogicky zkonstruujme tečnu {\displaystyle t_{2}}.
7. Thaletova věta říká, že úhel {\displaystyle ST_{1}A} a {\displaystyle ST_{2}A} je kolmý (90°), tedy je splněna podmínka tečny (jeden bod dotyku s kružnicí).

## Narýsování tečny rovnoběžné s danou přímkou
Je dána kružnice {\displaystyle k} se středem v bodě {\displaystyle S} a přímka {\displaystyle p}.
1. Sestrojíme kolmici {\displaystyle q} na přímku {\displaystyle p} tak, aby procházela bodem {\displaystyle S.}
2. Body, ve kterých se kružnice {\displaystyle k} protne s přímkou {\displaystyle q} označíme {\displaystyle T} a {\displaystyle T'.}
3. Sestrojíme dvě kolmice (tečny) na přímku {\displaystyle q} procházející body {\displaystyle T} a {\displaystyle T'} a označíme je {\displaystyle t} a {\displaystyle t'.}

## Tečna v analytické geometrii
Tečna t ke kružnici k, se středem {\displaystyle S\left[m;n\right]} a rovnicí:
{\displaystyle \left(x-m\right)^{2}+\left(y-n\right)^{2}=r^{2}},
v bodě {\displaystyle T_{0}\left[x_{0};y_{0}\right]} kružnice je zapsána rovnicí:
{\displaystyle \left(x_{0}-m\right)\left(x-m\right)+\left(y_{0}-n\right)\left(y-n\right)=r^{2}}
Dosazením a úpravou vyjde obecná rovnice poláry, tedy přímky procházející kružnicí v tečných bodech. Dosazením do rovnice kružnice získáme souřadnice tečných bodů.